# تاندارا کایشتا
تاندارا کایشتا (انگلیسی: Tandara Caixeta؛ زادهٔ ۳۰ اکتبر ۱۹۸۸) یک بازیکن والیبال اهل برزیل عضو تیم ملی والیبال زنان برزیل و باشگاه پرایا است.
تاندارا در سال ۲۰۰۷ به تیم ملی برزیل دعوت شد و تا به حال مدال طلا بازی‌های پان امریکن ۲۰۱۱، مدال طلا بازی‌های المپیک ۲۰۱۲ و مدال برنز قهرمانی جهان ۲۰۱۴ را با برزیل به دستآورده است.